# Ewa Balcerowicz
Ewa Krystyna Balcerowicz (ur. 27 sierpnia 1953) − polska ekonomistka, przewodnicząca rady i była prezes zarządu fundacji Centrum Analiz Społeczno-Ekonomicznych (CASE).

## Życiorys
W 1977 ukończyła studia na Szkole Głównej Planowania i Statystyki w Warszawie. Na tej samej uczelni w 1988 uzyskała stopień doktora nauk ekonomicznych. Od 1992 do 1997 pracowała w redakcji branżowego miesięcznika „Bank”. Zawodowo od 1983 związana z Instytutem Nauk Ekonomicznych Polskiej Akademii Nauk. Była współzałożycielem CASE, od 1991 pełniła funkcję wiceprezesa zarządu, w latach 2004–2008 zajmowała stanowisko prezesa zarządu, a następnie stanęła na czele rady tej fundacji.
Należy m.in. do Towarzystwa Ekonomistów Polskich.

## Życie prywatne
Jest żoną Leszka Balcerowicza, z którym ma troje dzieci: Macieja, Wojciecha i Annę.

## Wybrane publikacje
- Barriers to entry and growth of new firms in early transition (współredaktor i współautor), Kluwer Academic Publishers, Boston 2003
- Barriers to entry and growth of private companies in Poland, the Czech Republic, Hungary, Albania and Lithuania (współredaktor i współautor), CASE, Warszawa 1998
- Competitiveness of the Polish manufacturing sector. Does government policy matter? (współautor), CASE, Warszawa 2005
- Credit crunch w Polsce? (red. nauk.), CASE, Warszawa 2009
- Działalność antykryzysowa banków centralnych (red. nauk.), CASE, Warszawa 2009
- Inflacja – czy mamy problem? (red. nauk.), CASE, Warszawa 2008
- Integracja rynku finansowego – 5 lat członkostwa Polski w UE (red. nauk.), CASE, Warszawa 2009
- Jak dokończyć prywatyzację banków w Polsce (opracowanie tekstów), Mediabank, Warszawa 1996
- Jak z powodzeniem wejść do strefy euro (red. nauk.), CASE, Warszawa 2009
- Kryzysy na rynkach finansowych – skutki dla gospodarki polskiej (red. nauk.), CASE, Warszawa 1999
- Liquidation of private firms in Poland 1990–1994 (współautor), CASE, Warszawa 1996
- Mikroprzedsiębiorstwa – sytuacja ekonomiczna, finansowanie, właściciele (współredaktor i współautor), CASE, Warszawa 2002
- Nowe wyzwania w zarządzaniu bankami w czasie kryzysu (red. nauk.), CASE, Warszawa 2009
- NUK – Nowa Umowa Kapitałowa (red. nauk.), CASE, Warszawa 2008
- Przetarg planistyczny. Mechanizm i skutki społeczno-gospodarcze, PWE, Warszawa 1990
- Reforma finansów publicznych w Polsce (red. nauk.), CASE, Warszawa 2008
- Restructuring and development of the banking sector in Poland. Lessons to be learnt by less advance (współautor), CASE, Warszawa 2001
- Rozwój bankowości transgranicznej a konkurencyjność sektora bankowego w Polsce (red. nauk.), CASE, Warszawa 2008
- Zaburzenia na światowych rynkach a sektor finansowy w Polsce (red. nauk.), CASE, Warszawa 2008[6]